# Даг Ейзенман
Даг Ейзенман (англ. Doug Eisenman; нар. 2 жовтня 1968) — колишній американський тенісист.
Найвищу одиночну позицію світового рейтингу — 371 місце досяг 23 грудня, 1991, парну — 102 місце — 16 листопада, 1992 року.
Найвищим досягненням на турнірах Великого шолома було 3 коло в парному розряді.

## Титули на челленджерах

### Парний розряд: (3)
| Рік  | Турнір                | Покриття | Партнер           | Суперники                   | Рахунок       |
| ---- | --------------------- | -------- | ----------------- | --------------------------- | ------------- |
| 1992 | Гайльбронн, Німеччина | Килим    | Бент-Уве Педерсен | Сандер Гройн Томас Нюдаль   | 6–1, 6–3      |
| 1992 | Порту, Португалія     | Ґрунт    | Бент-Уве Педерсен | Хорді Арресе Алекс Корретха | 1–6, 6–4, 6–2 |
| 1992 | Каракас, Венесуела    | Тверде   | Том Мерсер        | Браян Джолсон Тед Шермен    | 3–6, 6–3, 7–5 |